# Мактелл, Уильям Сэмюэл
Уильям Сэмюэль Мактелл (англ. William Samuel McTell, известен как Слепой Вилли Мактелл, англ. Blind Willie McTell; 5 мая 1898 — 19 августа 1959) — американский исполнитель блюза, автор песен и гитарист. В период между 1927 годом и 1956 годом записал 149 песен.

## Биография
Уильям родился 5 мая 1898 в городе Томсон, штат Джорджия. Он был от рождения слеп на один глаз и подростком окончательно потерял зрение. Уильям рано научился играть на шестиструнной гитаре. Его отец покинул семью, когда Мак-Телл был ещё молод, поэтому когда 1920-х годах умерла мать, Уильям покинул родной город и стал уличным музыкантом. Свою карьеру он начал в 1927 году, сотрудничая с лейблом Victor Records в Атланте.

## Интересные факты
- Мактеллу посвящена песня Боба Дилана "Blind Willie McTell".
- В честь Уильяма МакТелла взял свой псевдоним Ральф Мэй, более известный как Ральф МакТелл